# تويوتا إي كوم
تويوتا إي كوم (بالإنجليزية: Toyota eCom)‏ هي سيارة اختبارية كهربائية صنعتها شركة تويوتا للسيارات.
تم تقديمها عام 1998م بغرض تقديم سيارة صديقة للبيئة، صغيرة في الحجم وبإمكان الجميع امتلاكها. تم تزويدها ببطاقة إليكترونية خاصة بدلاً من المفتاح لاشتراك أكثر من شخص بها. تم عرضها في عدة معارض دولية وظهرت بثلاثة ألوان وهي أبيض بزوائد زرقاء، أبيض بزوائد زرقاء-خضراء وذهبي بزوائد زرقاء.
تم صنعها وإنشاء محطة للإيجار بمدينة تويوتا اليابانية لإيجار السيارة وما زالت 30 وحدة منها تعمل حتى الآن.